# Антоніо Макдаєсс
Антоніо Кітфлен Макдаєсс (англ. Antonio Keithflen McDyess, нар. 7 вересня 1974, Квітмен, Міссісіпі, США) — американський професіональний баскетболіст, що грав на позиціях важкого форварда і центрового за низку команд НБА. Гравець національної збірної США. Олімпійський чемпіон 2000 року.

## Ігрова кар'єра
Починав грати в баскетбол у команді Квітменської старшої школи (Квітмен, Міссісіпі). На університетському рівні грав за команду Алабама (1993–1995). Там на другому курсі набирав в середньому 13,6 очка та 10 підбирань за гру.
1995 року був обраний у першому раунді драфту НБА під загальним 2-м номером командою «Лос-Анджелес Кліпперс» та разом з Ренді Вудсом одразу був обміняний до «Денвер Наггетс» на Родні Роджерса та драфт-пік першого раунду. У перших шести сезонах набирав 17,8 очка та 8,8 підбирання за гру. Сезон 1997-1998 провів у складі «Фінікс Санз», 1998 року повернувся до «Денвер Наггетс».
У сезоні 2000-2001 взяв участь у матчі всіх зірок та став всього третім гравцем в історії «Денвера», який набирав 20 очок та 10 підбирань протягом сезону. На початку сезону 2001-2002 травмувався, через що пропустив два роки.
Наступною командою в кар'єрі гравця була «Нью-Йорк Нікс», куди він перейшов 26 червня 2002 року в обмін на Маркуса Кембі, Марка Джексона та Нене. 
Того ж сезону повернувся до складу «Фінікс Санз».
2004 року перейшов до «Детройт Пістонс», у складі якої провів наступні 5 сезонів своєї кар'єри. У своєму першому сезоні в Детройті набирав в середньому 9,6 очка та 6,3 підбирання за гру. Допоміг команді виграти Східну конференцію, проте «Детройт» програв фінал НБА «Сан-Антоніо Сперс». У сезоні 2007-2008, після того, як команду залишив Кріс Веббер, Макдаєсс став основним важким форвардом.
3 листопада 2008 року разом з Чонсі Біллапсом та Шейхом Самбом був обміняний до «Денвер Наггетс» на Аллена Айверсона. Проте невдовзі був відрахований з команди.
Останньою ж командою в кар'єрі гравця стала «Сан-Антоніо Сперс», до складу якої він приєднався 2009 року і за яку відіграв 2 сезони.

## Статистика виступів в НБА

### Регулярний сезон
| Сезон              | Команда             | GP   | GS  | MPG  | FG%  | 3P%  | FT%  | RPG  | APG | SPG | BPG | PPG  |
| ------------------ | ------------------- | ---- | --- | ---- | ---- | ---- | ---- | ---- | --- | --- | --- | ---- |
| 1995–96            | «Денвер Наггетс»    | 76   | 75  | 30.0 | .485 | .000 | .683 | 7.5  | 1.0 | .7  | 1.5 | 13.4 |
| 1996–97            | «Денвер Наггетс»    | 74   | 73  | 34.7 | .463 | .171 | .708 | 7.3  | 1.4 | .8  | 1.7 | 18.3 |
| 1997–98            | «Фінікс Санз»       | 81   | 81  | 30.1 | .536 | .000 | .702 | 7.6  | 1.3 | 1.2 | 1.7 | 15.1 |
| 1998–99            | «Денвер Наггетс»    | 50   | 50  | 38.7 | .471 | .111 | .680 | 10.7 | 1.6 | 1.5 | 2.3 | 21.2 |
| 1999–00            | «Денвер Наггетс»    | 81   | 81  | 33.3 | .507 | .000 | .626 | 8.5  | 2.0 | .9  | 1.7 | 19.1 |
| 2000–01            | «Денвер Наггетс»    | 70   | 70  | 36.5 | .495 | .000 | .700 | 12.1 | 2.1 | .6  | 1.5 | 20.8 |
| 2001–02            | «Денвер Наггетс»    | 10   | 10  | 23.6 | .573 | .000 | .818 | 5.5  | 1.8 | 1.0 | .8  | 11.3 |
| 2003–04            | «Нью-Йорк Нікс»     | 18   | 6   | 23.4 | .458 | .000 | .579 | 6.6  | 1.1 | .7  | .6  | 8.4  |
| 2003–04            | «Фінікс Санз»       | 24   | 14  | 21.1 | .484 | .000 | .516 | 5.8  | .7  | 1.0 | .5  | 5.8  |
| 2004–05            | «Детройт Пістонс»   | 77   | 8   | 23.3 | .513 | .000 | .656 | 6.3  | .9  | .6  | .7  | 9.6  |
| 2005–06            | «Детройт Пістонс»   | 82   | 0   | 21.1 | .509 | .000 | .557 | 5.3  | 1.1 | .6  | .6  | 7.8  |
| 2006–07            | «Детройт Пістонс»   | 82   | 3   | 21.1 | .526 | .000 | .691 | 6.0  | .9  | .7  | .8  | 8.1  |
| 2007–08            | «Детройт Пістонс»   | 78   | 78  | 29.3 | .488 | .000 | .622 | 8.5  | 1.1 | .8  | .7  | 8.8  |
| 2008–09            | «Детройт Пістонс»   | 62   | 30  | 30.1 | .510 | .000 | .698 | 9.8  | 1.3 | .7  | .8  | 9.6  |
| 2009–10            | «Сан-Антоніо Сперс» | 77   | 50  | 21.0 | .479 | .000 | .632 | 5.9  | 1.1 | .6  | .4  | 5.8  |
| 2010–11            | «Сан-Антоніо Сперс» | 73   | 16  | 19.0 | .491 | .000 | .675 | 5.4  | 1.2 | .5  | .5  | 5.3  |
| Усього за кар'єру  | Усього за кар'єру   | 1015 | 645 | 27.6 | .497 | .117 | .670 | 7.5  | 1.3 | .8  | 1.1 | 12.0 |
| В іграх усіх зірок | В іграх усіх зірок  | 1    | 0   | 15.0 | .444 | .000 | .000 | 8.0  | 2.0 | 1.0 | .0  | 8.0  |

### Плей-оф
| Сезон             | Команда             | GP  | GS | MPG  | FG%  | 3P%  | FT%   | RPG  | APG | SPG | BPG | PPG  |
| ----------------- | ------------------- | --- | -- | ---- | ---- | ---- | ----- | ---- | --- | --- | --- | ---- |
| 1998              | «Фінікс Санз»       | 4   | 4  | 36.8 | .477 | .000 | .643  | 13.3 | 1.0 | .5  | 1.5 | 17.8 |
| 2005              | «Детройт Пістонс»   | 25  | 0  | 19.8 | .486 | .000 | .694  | 5.9  | .8  | .6  | .9  | 8.0  |
| 2006              | «Детройт Пістонс»   | 18  | 0  | 20.6 | .559 | .000 | .548  | 6.1  | .6  | .4  | .7  | 7.6  |
| 2007              | «Детройт Пістонс»   | 16  | 0  | 22.1 | .349 | .000 | .731  | 7.1  | 1.1 | .7  | .9  | 5.8  |
| 2008              | «Детройт Пістонс»   | 17  | 11 | 27.5 | .538 | .000 | .821  | 7.4  | .9  | .6  | .5  | 8.9  |
| 2009              | «Детройт Пістонс»   | 4   | 4  | 34.0 | .523 | .000 | 1.000 | 8.5  | .5  | .5  | .8  | 13.0 |
| 2010              | «Сан-Антоніо Сперс» | 10  | 10 | 24.7 | .532 | .000 | 1.000 | 6.8  | 1.2 | .2  | .7  | 6.8  |
| 2011              | «Сан-Антоніо Сперс» | 6   | 6  | 24.2 | .417 | .000 | .571  | 5.0  | 1.3 | .3  | .8  | 5.7  |
| Усього за кар'єру | Усього за кар'єру   | 100 | 35 | 23.6 | .487 | .000 | .689  | 6.8  | .9  | .5  | .8  | 8.1  |

## Виступи за збірну
2000 року став олімпійським чемпіоном Сіднея у складі Збірної США.